# Edroy
Edroy is een plaats (census-designated place) in de Amerikaanse staat Texas, en valt bestuurlijk gezien onder San Patricio County.

## Demografie
Bij de volkstelling in 2000 werd het aantal inwoners vastgesteld op 420.

## Geografie
Volgens het United States Census Bureau beslaat de plaats een oppervlakte van
5,4 km², geheel bestaande uit land. Edroy ligt op ongeveer 29 m boven zeeniveau.

## Plaatsen in de nabije omgeving
De onderstaande figuur toont nabijgelegen plaatsen in een straal van 20 km rond Edroy.